# Pulekukwerek
Pulekukwerek är i mytologin hos de nordamerikanska Yurokindianerna ordningens herre, besegrare av naturens element och många monster.